# Antički brodolom u Veloj Svitnji kod Visa
Ostatci antičkog brodoloma nalaze se u uvali Veloj Svitnji, kod grada Visa.

## Opis
Lokalitet je istražen i preko 600 amfora je izvađeno. Manji dio tereta, brodske opreme, te dijelovi drvene konstrukcije broda i dalje se nalaze pod pijeskom. Amfore su tipa "Lamboglia 2" iz 2. do 1. stoljeća pr Kr.

## Zaštita
Pod oznakom Z-5 zavedena je kao nepokretno kulturno dobro - pojedinačno, pravna statusa zaštićena kulturnog dobra, klasificirano kao "arheološka baština".